# Сопел, Брент
Брент Со́пел (англ. Brent Sopel; 7 января 1977, Калгари, Альберта, Канада) — канадский хоккеист, защитник. 27 февраля 2015 года завершил профессиональную карьеру игрока.

## Карьера
Брент Сопел начал свою профессиональную карьеру в 1993 году в составе клуба Западной хоккейной лиги «Саскатун Блэйдз». 2 года спустя на драфте НХЛ он был выбран в 6 раунде под общим 144 номером клубом «Ванкувер Кэнакс». 3 апреля 1996 года Брент подписал контракт с «Кэнакс», после чего стал выступать в АХЛ за клуб «Сиракьюз Кранч». В 1999 году Сопел дебютировал в НХЛ, а 10 апреля того же года он забросил свою первую шайбу в лиге в ворота Томми Сало, выступавшего за «Эдмонтон Ойлерз».
16 августа 2005 года из-за «потолка зарплат» «Ванкувер» был вынужден обменять Брента в «Нью-Йорк Айлендерс», с которым он заключил двухлетнее соглашение на $4.8 млн. К тому времени Сопел провёл в составе канадского клуба 333 матча, в которых он набрал 136 (34+102) очков. Тем не менее, уже в конце сезона Брент стал частью обмена Дениса Гребешкова из «Лос-Анджелес Кингз». В составе «королей» Сопел провёл 55 матчей, после чего он вернулся в «Ванкувер».
Перед началом сезона 2007/08 Брент был приглашён в тренировочный лагерь «Детройта», однако уже 28 сентября, так и не дождавшись достойного предложения от «красных крыльев», он подписал однолетний контракт на $1.5 млн с клубом «Чикаго Блэкхокс». 10 января 2008 года Сопел продлил своё соглашение с клубом ещё на 3 года, увеличив сумму контракта до $7 млн. За 3 сезона в составе «чёрных ястребов» Брент провёл на площадке 176 матчей, в которых он набрал 32 (4+28) очка, а в 2010 году он вместе с клубом стал обладателем Кубка Стэнли. После того успеха Сопел решил привезти кубок на чикагский гей-парад, куда его пригласила хоккейная гей-ассоциация города.
23 июня 2010 года Брент стал игроком клуба «Атланта Трэшерз», в котором он провёл 59 матчей, после чего был обменян в «Монреаль Канадиенс». 30 июля 2011 года Сопел заключил двухлетнее соглашение с новокузнецким «Металлургом». 16 октября в матче против чеховского «Витязя» Брент забросил свою первую шайбу в КХЛ.
31 января 2013 года перешёл из новокузнецкого «Металлурга» в уфимский «Салават Юлаев».

## Статистика
| Легенда | Легенда                    | Легенда | Легенда                   | Легенда | Легенда    |
| ------- | -------------------------- | ------- | ------------------------- | ------- | ---------- |
| И       | Количество проведённых игр | Штр     | Штрафное время            | +/−     | Плюс-минус |
| Г       | Голы                       | П       | Голевые передачи          | О       | Очки       |
| -       | Статистика неизвестна      | —       | Статистика не учитывалась |         |            |

## Достижения

### Командные
НХЛ
| Год  | Команда         | Достижение              | Достижение |
| ---- | --------------- | ----------------------- | ---------- |
| 2010 | Чикаго Блэкхокс | Обладатель Кубка Стэнли |            |